# Jonell Elliott
Jonell Elliott er en engelsk stemmeskuespiller, der lagde stemme til Lara Croft i Tomb Raider: The Last Revelation, Chronicles og The Angel of Darkness.